# 特鲁瓦站
特鲁瓦站，是法国的一个铁路车站，位于法国东北部城市，奥布省省会特鲁瓦。

## 位置
特鲁瓦站位于特鲁瓦市区的中部，老城区以西。车站大致西北-东南呈走向，开口朝东北。

## 概况
特鲁瓦站最初建于1848年，是当时"蒙特洛-特鲁瓦铁路"的终点，是一个尽头式车站。1855年，特鲁瓦站毁于一场大火。1856年重建并改为侧式车站。1912年，新的特鲁瓦站站房投入运营并使用至今。
特鲁瓦站历史上曾为一个区域性的铁路枢纽，但现仅巴黎－米卢斯铁路保留客运服务。该铁路为复线铁路，最高设计时速可达160Km/h，但大部分路段尚未电气化。在TGV开通以前，该铁路是巴黎前往巴塞尔方向的必经之路，被称为"4号线"。随着法国高速铁路东南线和东线的相继通车，运行于此线的列车数量已大幅度减少，许多沿途小站都纷纷关闭，其客运由大巴车代替。

## 停靠线路
以下列车线路在特鲁瓦站停靠：
| 特鲁瓦站列车线路表        |      |                |          |              |
| 线路                      | 车种 | 上一站         | 下一站   | 大致运行频率 |
| 巴黎—屈尔蒙/贝尔福/米卢斯 | TER  | 塞纳河畔罗米伊 | 旺德夫尔 | 每天7趟左右  |
| 巴黎—第戎                 | TER  | 塞纳河畔罗米伊 | 旺德夫尔 | 每天1趟      |
| 巴黎—特鲁瓦               | TER  | 塞纳河畔罗米伊 | （终点） | 每天1~3趟    |
| 特鲁瓦—屈尔蒙/第戎        | TER  | （起点）       | 旺德夫尔 | 每天2趟左右  |
| 1.                        |      |                |          |              |

## 配套交通

### 长途客车
特鲁瓦站对应的大巴车上下车地点位于车站前方的空地上。
| 停靠特鲁瓦的大巴车 |                | |
| 上下车地点         | 运营单位       | 主要目的地 |
| 特鲁瓦站门口       | 奥布省城际客运 | 奥布河畔阿尔西 · 香槟沙隆 · 兰斯 LR 03 蓬圣玛丽 · 克勒内 · 梅尼勒塞利耶尔 · 皮内 · 布列讷堡 LR 04 比谢尔 · 韦里耶尔 · 圣帕尔莱沃德 · 维雷苏巴尔 · 塞纳河畔巴尔 · 塞纳河畔米西 · 塞纳河畔沙蒂永 LR 06 莱博尔德欧蒙 · 沙乌尔斯 LR 09 蒙格 · 梅松 · 丰瓦讷 · 埃斯蒂萨克 · 艾克斯-维勒莫尔-帕利斯 |
| 特鲁瓦站门口       | SNCF           | 塞纳河畔罗米伊、巴尔斯河畔旺德夫尔、圣弗洛朗坦站 （当某条铁路线施工或罢工时，SNCF可能会提供途径该线路沿途站点的大巴车） |
| 1. 2. 3. 4.        |                | |

### 城市公共交通
| TCAT 特鲁瓦站附近的公交线路 |                           | |
| 公交车站名称                | 位置                      | 停靠线路 |
| 火车站-卡尔诺 （Gare Carnot）          | 特鲁瓦站正前方 卡尔诺大街 | 1 克勒内-栗园（CRENEY - Chataîgner） → 拉里维耶尔德科尔-行政中心/大特鲁瓦公园（TROYES - Centre administratif/Parc du Grand Troyes） 4 圣朱利安莱维拉-加讷（ST-JULIEN - Ganne） → 圣萨维娜-勒阿姆莱迪卢（ST-SAVINE - Le Hamelet Dulou） 5 拉沙佩勒圣吕克-富希（LA CHAPELLE-ST-LUC - Fouchy） → 圣日耳曼-库尔塞勒（ST-GERMAIN - Courcelles） 10 特鲁瓦-高商（TROYES - Sup de Co） （环线，经大市场、火车站、科学园单向运行） |
| 火车站-花园 （Gare Jardin）            | 特鲁瓦站正前方 约弗尔大道 | 6 特鲁瓦-沙尔勒（TROYES - Chartreux） → 圣萨维娜-尚特雷涅（ST-SAVINE - Chantereigne） |
| 火车站-帕通 （Gare Patton）            | 特鲁瓦站南侧 雨果大街     | 5 圣日耳曼-库尔塞勒（ST-GERMAIN - Courcelles） → 拉沙佩勒圣吕克-富希（LA CHAPELLE-ST-LUC - Fouchy） |
| 火车站-佩里耶 （Gare Périer）          | 特鲁瓦站北侧 甘必大大街   | 6 圣萨维娜-尚特雷涅（ST-SAVINE - Chantereigne） → 特鲁瓦-沙尔勒（TROYES - Chartreux） 1 拉里维耶尔德科尔-行政中心/大特鲁瓦公园（TROYES - Centre administratif/Parc du Grand Troyes） → 克勒内-栗园（CRENEY - Chataîgner） 4 圣萨维娜-勒阿姆莱迪卢（ST-SAVINE - Le Hamelet Dulou） → 圣朱利安莱维拉-加讷（ST-JULIEN - Ganne） 5 圣日耳曼-库尔塞勒（ST-GERMAIN - Courcelles） → 拉沙佩勒圣吕克-富希（LA CHAPELLE-ST-LUC - Fouchy）                   |
| 火车站-伏尔泰 （Gare Voltaire）          | 特鲁瓦站南侧 高架桥上     | 1 克勒内-栗园（CRENEY - Chataîgner） ↔ 拉里维耶尔德科尔-行政中心/大特鲁瓦公园（TROYES - Centre administratif/Parc du Grand Troyes） 4 圣朱利安莱维拉-加讷（ST-JULIEN - Ganne） ↔ 圣萨维娜-勒阿姆莱迪卢（ST-SAVINE - Le Hamelet Dulou） |
| 1. 2. 3.                    |                           | |

## 临近车站
| 特鲁瓦站（Gare de Troyes）             |                  |                     |
| 上行车站                               | 线路             | 下行车站            |
| 塞纳河畔罗米伊站 37.4km ←              | 巴黎－米卢斯铁路 | 旺德夫尔站 → 32.8km |
| - 注：已废弃的线路及车站不在本表中显示 |                  |                     |